# Zozym Sołowiecki
Zozym Sołowiecki – święty mnich prawosławny. Obok świętych Sawwacjusza i Germana jeden z twórców Monasteru Sołowieckiego.
Urodził się na terytorium eparchii nowogrodzkiej w rodzinie Barbary i Gabriela. Według hagiografii od dzieciństwa miał wykazywać głęboko religijną postawę i wstąpić do monasteru natychmiast po śmierci rodziców. Udał się następnie na północ Rosji w celu założenia nowego męskiego klasztoru. U ujścia rzeki Sumy spotkał się z mnichem Germanem, który opowiedział mu o samotnej wyspie (w archipelagu Wysp Sołowieckich), na której przez sześć lat żył razem z zakonnikiem o imieniu Sawwacjusz. Wszyscy trzej udali się we wskazane przez Germana miejsce, gdzie około 1436 wznieśli pierwszą cerkiew oraz budynek mieszkalny dla mnichów. Chcieli, aby monaster był samowystarczalny i starali się uprawiać przy nim rośliny oraz łowić ryby, jednak z powodu warunków klimatycznych byli uzależnieni od wsparcia miejscowej ludności. Jedną z zim Zozym przeżył sam na wyspie. Według legend był kuszony przez diabły i cudem uniknął śmierci głodowej.
Z czasem do mnichów zaczęli przyłączać się kolejni posłusznicy; razem z założycielami wspólnoty wznieśli oni nową cerkiew-refektarz pod wezwaniem Przemienienia Pańskiego. Początkowo Zozym nie chciał przyjąć godności ihumena i prosił eparchię nowogrodzką o przysyłanie doświadczonych zakonników na funkcję przełożonego monasteru. W końcu jednak, widząc, że przybywający na wyspy mnisi nie wytrzymywali surowości życia na północy, zgodził się. Funkcję tę pełnił do końca życia.
Prowadził niezwykle surowy tryb życia, również od innych zakonników wymagał poświęcania się ascezie. W 1465 umieścił w monasterze relikwie zmarłego wcześniej Sawwacjusza Sołowieckiego. Miał być obdarzony darem jasnowidzenia; przewidział śmierć sześciu bojarów, którzy wcześniej utrudniali funkcjonowanie monasteru. Zmarł w 1478.
Relikwie Zozyma i Sawwacjusza Sołowieckich były przechowywane w założonym przez nich monasterze. W 1925, po zaadaptowaniu Monasteru Sołowieckiego na łagier i w czasie akcji otwarcia relikwii Rosyjskiego Kościoła Prawosławnego zostały wystawione na widok publiczny.